# 몬테레이

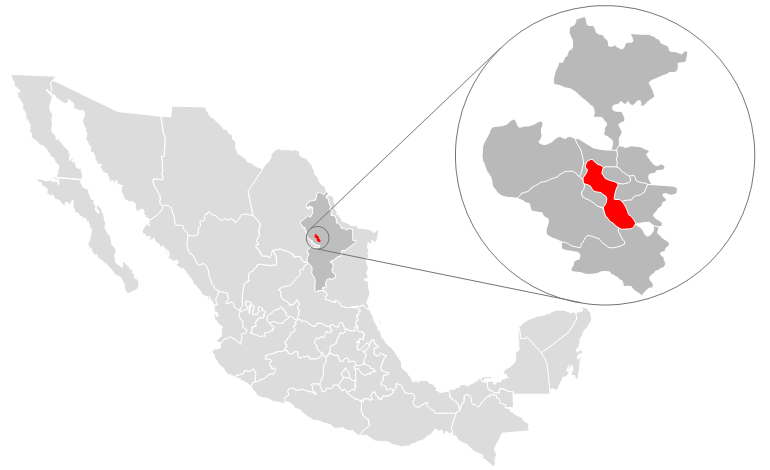
몬테레이의 위치

몬테레이(스페인어: Monterrey)는 멕시코 동북부 누에보레온주에 있는 도시이다. 누에보레온주의 주도이며, 광역 인구는 약 4,689,601명(2015년)이다.
해발 540m 지점에 있으며, 여름철에는 상당히 덥지만 겨울철에는 온화하여 미국에서 관광객이 많이 찾는다. 16세기에 건설되었으나, 주변 지역은 척박하고 교통이 불편하여 오랫동안 별다른 발전을 이루지 못했다. 19세기 후반 미국과 연결되는 철도가 개통되면서 교통의 요지로 발전하였다. 미국 텍사스주와 접하는 국경에서 200km 떨어져 있으며, 멕시코 동북부의 중심지로 성장했다. 20세기 전반 이후 제철 공업의 중심지가 된 이후 각종 공업이 크게 발달하였으며, 최근 고속도로가 정비되고 세계 여러 나라의 기업이 진출하여 더욱 활기를 띠고 있다. 멕시코에서 7번째로 인구가 많은 도시이며, 광역 도시권 인구는 멕시코시티와 과달라하라 다음으로 많은 멕시코 제3의 도시로 알려져 있다.
멕시코시티에서 출발하는 대한민국 및 일본방면 여객기 노선들이 몬테레이에서 중간 기착한 후 운항하기도 했으나, 현재는 대부분 양방향 무기착으로 운항한다.

## 기후
| 몬테레이의 기후                                                    | 몬테레이의 기후 | 몬테레이의 기후 | 몬테레이의 기후 | 몬테레이의 기후 | 몬테레이의 기후 | 몬테레이의 기후 | 몬테레이의 기후 | 몬테레이의 기후 | 몬테레이의 기후 | 몬테레이의 기후 | 몬테레이의 기후 | 몬테레이의 기후 | 몬테레이의 기후 |
| 월                                                                 | 1월             | 2월             | 3월             | 4월             | 5월             | 6월             | 7월             | 8월             | 9월             | 10월            | 11월            | 12월            | 연간            |
| ------------------------------------------------------------------ | --------------- | --------------- | --------------- | --------------- | --------------- | --------------- | --------------- | --------------- | --------------- | --------------- | --------------- | --------------- | --------------- |
| 역대 최고 기온 °C (°F)                                             | 38.0 (100.4)    | 39.5 (103.1)    | 43.0 (109.4)    | 48.0 (118.4)    | 46.0 (114.8)    | 45.0 (113.0)    | 41.5 (106.7)    | 42.5 (108.5)    | 41.0 (105.8)    | 39.0 (102.2)    | 39.0 (102.2)    | 39.0 (102.2)    | 48.0 (118.4)    |
| 일평균 최고 기온 °C (°F)                                           | 22.4 (72.3)     | 23.9 (75.0)     | 27.7 (81.9)     | 31.2 (88.2)     | 33.5 (92.3)     | 35.7 (96.3)     | 35.6 (96.1)     | 36.1 (97.0)     | 32.6 (90.7)     | 29.0 (84.2)     | 24.5 (76.1)     | 21.8 (71.2)     | 29.5 (85.1)     |
| 일일 평균 기온 °C (°F)                                             | 15.2 (59.4)     | 17.8 (64.0)     | 20.9 (69.6)     | 24.2 (75.6)     | 26.5 (79.7)     | 28.6 (83.5)     | 28.8 (83.8)     | 28.9 (84.0)     | 26.1 (79.0)     | 23.1 (73.6)     | 18.9 (66.0)     | 15.6 (60.1)     | 22.9 (73.2)     |
| 일평균 최저 기온 °C (°F)                                           | 10.0 (50.0)     | 12.0 (53.6)     | 15.1 (59.2)     | 18.3 (64.9)     | 21.3 (70.3)     | 23.1 (73.6)     | 23.2 (73.8)     | 23.5 (74.3)     | 21.8 (71.2)     | 18.6 (65.5)     | 13.9 (57.0)     | 10.5 (50.9)     | 17.6 (63.7)     |
| 역대 최저 기온 °C (°F)                                             | −7.0 (19.4)     | −7.0 (19.4)     | −1.0 (30.2)     | 4.2 (39.6)      | 8.0 (46.4)      | 11.5 (52.7)     | 11.0 (51.8)     | 12.2 (54.0)     | 10.0 (50.0)     | 1.0 (33.8)      | −5.0 (23.0)     | −7.5 (18.5)     | −7.5 (18.5)     |
| 평균 강수량 mm (인치)                                              | 21.8 (0.86)     | 27.3 (1.07)     | 29.1 (1.15)     | 33.6 (1.32)     | 53.2 (2.09)     | 62.6 (2.46)     | 59.9 (2.36)     | 72.7 (2.86)     | 199.7 (7.86)    | 64.1 (2.52)     | 30.0 (1.18)     | 22.5 (0.89)     | 666.6 (26.24)   |
| 평균 강수일수 (≥ 0.1 mm)                                           | 4.4             | 4.0             | 4.4             | 4.5             | 7.0             | 5.5             | 4.2             | 5.5             | 9.1             | 5.9             | 4.8             | 3.7             | 63.0            |
| 평균 상대 습도 (%)                                                 | 67.5            | 65.7            | 63.3            | 63.1            | 67.1            | 65.4            | 64.2            | 63.7            | 71.3            | 71.6            | 71.0            | 69.0            | 66.9            |
| 평균 월간 일조시간                                                 | 160.3           | 161.8           | 181.3           | 187.6           | 206.5           | 222.8           | 237.9           | 258.8           | 184.4           | 179.0           | 156.3           | 139.3           | 2,275.9         |
| 출처 1: 미국 해양대기청 (평년값: 1991년~2020년, 극값: 1929년~현재) |                 |                 |                 |                 |                 |                 |                 |                 |                 |                 |                 |                 |                 |
| 출처 2: 멕시코 국립기상청, Ogimet                                  |                 |                 |                 |                 |                 |                 |                 |                 |                 |                 |                 |                 |                 |

## 자매 결연 도시
- 대한민국 경상남도 창원시
- 미국 캘리포니아주 샌타모니카
- 오스트리아 티롤주 인스브루크